# Зойчене
Зо̀йчене е село в Югозападна България. То се намира в община Петрич, област Благоевград.

## География
Село Зойчене се намира в планински район.

## История
В 1891 година Георги Стрезов пише споменава Зойчене като махала на Игуменец:
| „ | Игуменец, голямо село на С от Петрич 4 часа път. Състои се от 12 махали, от които по-главни са: Зайчине, Занога, Зарадол и Зинопол. Всички тия махали лежат в Малешовската планина, не особено далеч една от друга. Почвата представя прекрасна орна земя. Ако и да се висока планина, но до върха си близо Малешовската планина е покрита с ливади. Имат си църква, в която четат смесено; българско училище с 28 ученика. Игуменец има 427 къщи; Занога 15; Зарадол 20, Зайчине 40 и Зинопол 35 къщи, - всичките българе. Селянете си минуват със земледелие и скотоводство. | “ |

Всички местни християни са под ведомството на Българската екзархия. По данни на секретаря на Екзархията Димитър Мишев („La Macédoine et sa Population Chrétienne“) в 1905 година в Зайчани (Zaitchani) има 416 българи екзархисти.
При избухването на Балканската война през 1912 година единадесет души от селото са доброволци в Македоно-одринското опълчение.
До 1947 година Зойчене е махала на бившето сборно село Игуменец.

## Население

### Етнически състав
Преброяване на населението през 2011 г.
Численост и дял на етническите групи според преброяването на населението през 2011 г.:
|                     | Численост |
| Общо                | 43        |
| Българи             | 42        |
| Турци               | -         |
| Цигани              | -         |
| Други               | -         |
| Не се самоопределят | -         |
| Неотговорили        | 1         |